# Determinizm ekonomiczny
Determinizm ekonomiczny (inaczej: determinizm gospodarczy) to pogląd o uwarunkowaniu ludzkich zachowań, struktur społecznych i wzorów zachowań przez czynniki ekonomiczne.
Za najpełniejsze ujęcie tego podejścia uznaje się twierdzenie Karola Marksa, że „byt kształtuje świadomość".